# Denis Donikian
 (avril 2020).
Si vous disposez d'ouvrages ou d'articles de référence ou si vous connaissez des sites web de qualité traitant du thème abordé ici, merci de compléter l'article en donnant les références utiles à sa vérifiabilité et en les liant à la section « Notes et références ».
 (avril 2020).
La mise en forme du texte ne suit pas les recommandations de Wikipédia : il faut le « wikifier ».
Les points d'amélioration suivants sont les cas les plus fréquents. Le détail des points à revoir est peut-être précisé sur la page de discussion.
- Les titres sont pré-formatés par le logiciel. Ils ne sont ni en capitales, ni en gras.
- Le texte ne doit pas être écrit en capitales (les noms de famille non plus), ni en gras, ni en italique, ni en « petit »…
- Le gras n'est utilisé que pour surligner le titre de l'article dans l'introduction, une seule fois.
- L'italique est rarement utilisé : mots en langue étrangère, titres d'œuvres, noms de bateaux, etc.
- Les citations ne sont pas en italique mais en corps de texte normal. Elles sont entourées par des guillemets français : « et ».
- Les listes à puces sont à éviter, des paragraphes rédigés étant largement préférés. Les tableaux sont à réserver à la présentation de données structurées (résultats, etc.).
- Les appels de note de bas de page (petits chiffres en exposant, introduits par l'outil «  Source ») sont à placer entre la fin de phrase et le point final[comme ça].
- Les liens internes (vers d'autres articles de Wikipédia) sont à choisir avec parcimonie. Créez des liens vers des articles approfondissant le sujet. Les termes génériques sans rapport avec le sujet sont à éviter, ainsi que les répétitions de liens vers un même terme.
- Les liens externes sont à placer uniquement dans une section « Liens externes », à la fin de l'article. Ces liens sont à choisir avec parcimonie suivant les règles définies. Si un lien sert de source à l'article, son insertion dans le texte est à faire par les notes de bas de page.
- La présentation des références doit suivre les conventions bibliographiques. Il est recommandé d'utiliser les modèles {{Ouvrage}}, {{Chapitre}}, {{Article}}, {{Lien web}} et/ou {{Bibliographie}}. Le mode d'édition visuel peut mettre en forme automatiquement les références.
- Insérer une infobox (cadre d'informations à droite) n'est pas obligatoire pour parachever la mise en page.

Pour une aide détaillée, merci de consulter Aide:Wikification.
Si vous pensez que ces points ont été résolus, vous pouvez retirer ce bandeau et améliorer la mise en forme d'un autre article.
Denis Donikian, né le 19 mai 1942 à Vienne (Isère), est un écrivain et plasticien d’origine arménienne et d’expression française. Ses thèmes de prédilection (républiques soviétique et actuelle d’Arménie, diaspora, génocide, dialogue arméno-turc), font de lui un écrivain de la diaspora arménienne de France. Mais chez lui, le domaine arménien est conçu comme le champ d’observation d’une humanité qui se construit. Il s’est exprimé dans plusieurs genres littéraires (poésie, essai, théâtre, roman, nouvelle, aphorisme), mais aussi comme peintre et sculpteur, certains livres métissant plusieurs formes d’expression.

## Biographie

### Enfance
Natifs de Malatia, dont le maire, Moustapha agha Aziz oglou, avait protégé les chrétiens, ses parents tout jeunes mariés prennent le chemin de l’exil en 1923 pour Alep, puis Beyrouth et enfin la France.
Il passe son enfance au Kemp (ou camp en anglais) de Vienne (Isère), une ancienne usine d’armement désaffectée où loge une main-d’œuvre composée de rescapés du génocide de 1915, originaires des quatre coins de l’Anatolie (Marach, Malatia, Gemerek, Kharpout, Adana, etc.).
À cinq ans, le 6 septembre 1947, sur le port de la Joliette à Marseille, il assiste au départ du navire Rossia « rapatriant » plus de 3600 Arméniens de France en Arménie à l’appel de Staline, et qui allaient devenir des « Naufragés de la terre promise ». Consciemment ou non, cet événement va orienter sa vie.

### Formations
Au collège arménien Samuel-Moorat de Sèvres (1953 à 1958), il écrit son premier et unique poème en langue maternelle, Un récitant, collectionneur et arménophile, Sarkis Boghossian, viendra un soir dire aux élèves Les Djinns de Victor Hugo.  Il s’inscrit ensuite à l’Institution Robin située à Vienne, puis à Sainte-Colombe. Il a pour professeur de français et de philosophie le Père Jean Massot. Parmi ses premières lectures « La Comédie humaine ». Puis Proust, Valéry, Claudel, Montaigne, La Fontaine, Rimbaud, Verlaine, Saint-John Perse... et plus tard Soljenitsyne. Il fait paraître ses premiers textes dans une revue littéraire locale intitulée Lien et Art (1961-1965), fondée avec Michel Giraud et Robert Dutel.
Durant ses études de lettres modernes et de philosophie (1976), il aura pour professeur François Dagognet, Bernard Bourgeois et Henri Maldiney à l’université de Lyon 2. Son mémoire portera sur Un barbare en Asie d’Henri Michaud (1982).
Parallèlement à ses études, il intègre le Centre d’Études Arméniennes, mouvement créé par le Docteur Georges Khayiguian, qui lance les premiers défilés commémoratifs du 24 avril et qui édite une brochure manifeste pour le cinquantième anniversaire du génocide : le Deuil National arménien.  Après son service militaire, il obtient une bourse d’études de la République soviétique d’Arménie. Il y écrit son livre Ethnos qu’il publiera au Viêt Nam en avril 1975 durant la prise de Saïgon par les communistes.

### Voyages
Après son séjour d’études (1969-1970) en Arménie, il y retournera à maintes reprises durant quarante ans soit pour suivre l’évolution du pays, soit pour des randonnées. Observateur pour le compte de l’antenne locale de Transparency International aux élections de 2008, il sera témoin des affrontements du 1er mars avec la police.
Après l’Arménie, il enseignera à l’Institut pédagogique de Kiev en Ukraine (1971-1973), il sera nommé ensuite au Lycée Yersin et enseignera à l’université de Dalat au Sud Vietnam (1973-1975) jusqu’à la chute de Saïgon (avril 1975). Son séjour au Viet Nam lui permettra de visiter Hué, Hong Kong, la Thaïlande et le Laos.
Comme autres voyages marquants, la traversée de la Turquie jusqu’à Malatia, le Musa Dagh, le Liban et la Syrie (1972), le Désert du Sinaï (1996), la montée au Stromboli (1999).
Il rencontrera clandestinement Sergueï Paradjanov à Tbilissi pour l’interviewer (1980, in Les Chevaux Paradjanov) et visitera les camps de réfugiés cambodgiens en Thaïlande dans l’intention d’écrire un reportage (1981).

### Activités
De 2004 à 2008, il participe avec quelques amis à la création du site Yevorbatsi.org (L’Européen) comme chroniqueur et rédacteur en chef, en vue d’en faire un véritable laboratoire d’idées autour de la question européenne à la lumière du génocide des Arméniens et du négationnisme persistant de l’État turc, sans pour autant négliger de porter la critique tant en diaspora qu’en Arménie.
De 2007 à 2011, avec Michel Atalay, français d’origine turque, il met en place une commémoration unitaire devant la statue du Père Komitas, place du Canada à Paris.
De 2009 à 2011, il effectue des randonnées en Arménie dans les provinces du Siounik, du Tavouch et du Zanguezour pour rencontrer les gens et sonder l’état moral du pays.
En 2012, il quitte définitivement son atelier à cause d’une longue maladie probablement due à l’usage des colles et des vernis dans ses sculptures et ses peintures.

## Œuvre

### Œuvres papier
- 1967 : Le Lieu Commun (poésie) Ternet-Martin, Vienne.
- 1975 : Ethnos (prose, poésie), imprimé au Viet Nam en avril.
- 1980 : Les Chevaux Paradjanov (poésie, interview) Lyon.
- 1987 : Voyages égarés (poésie) Éd. Le Pont de l’Epée, Guy Chambelland éditeur, Paris.
- 1995 : Fragments de figures apatrides (poésie, essai, œuvres plastiques) Publisud / Presse et Design, Paris.
- 1995 : Le Peuple Haï (nouvelles et autres proses) Publisud, Paris,Prix Arménie 1994 de la Fondation Bullukian.
- 1999 : Une année mots pour maux (genres multiples) Paris, Publisud.
- 2003 : Un Nôtre Pays, Trois voyages en troisième Arménie (essai), Paris, Publisud, avec le concours du Centre National du Livre et des missions Stendhal.
- 2003 : Erotophylles et Végétaliennes (poésie) pointes sèches d'Isabelle Brillant, textes de Denis Donikian, imprimé sur les presse de René Salsedo, maître artisan.
- 2005 : Hayoutioun, chronique d'une Arménie virtuelle (essai, traductions, poésie, aphorismes  et proses diverses) Paris, Nouvelles d'Arménie Édition.
- 2006 : Erotophylles et Végétaliennes (poésie) Nouvelle édition, Erevan, Actual Art.
- 2007 : Nomadisme et sédentarité (essai). Bilingue français/arménien, Erevan, Actual Art.
- 2007 :  Poteaubiographie (poésie). Bilingue français/arménien.Erevan, Actual Art, accompagné d’un DVD réalisé par Micha Karapétian.
- 2008 : Voyages égarés, (poésie) 2de édition. Bilingue français/arménien. Erevan, Actual Art.
- 2008 : Chemin de crète, (poésie) Erevan, Actual Art.
- 2008 : Vers L'Europe, (essai) Erevan, Actual Art.
- 2008 : Erevan 06-08, (essai). Bilingue français/arménien. Erevan, Actual Art.
- 2009 : Une Nôtre Arménie (Livre CD). Textes de Donikian dits par Gérard Torikian. Erevan, Actual Art.
- 2009 : Arménie : De l'abîme aux constructions d'identité : Actes du colloque de Cerisy-la-Salle, organisé en collaboration avec Georges Festa. Paris, L'Harmattan.
- 2010 : Siounik Magnificat, (textes de randonnée). Bilingue français/arménien. Erevan, Actual Art.
- 2011 : L’enfer fleuri du Tavouch, (textes de randonnée). Bilingue français/arménien. Erevan, Actual Art.
- 2011 : Vidures, (roman) Actes sud.
- 2012 : Arménie, la Croix et la Bannière, (essai) Éditions SIGEST, Paris. (Deuxième édition, 2013).
- 2013 : L’île de l’âme, La nuit du prêtre chanteur, (théâtre)  Éditions SIGEST.
- 2014 : DIEU EST GRAND, Éditions Actuel Art
- 2016 : L’Arménie à cœur et à cri, Actual Art (Erevan)
- 2016 : Vidures, un roman en questions (bilingue arménien-français) Actual Art (Erevan)
- 2017 : Brèves de plaisanterie (tercets) Erevan, Actual Art.
- 2018 : Marcher en Arménie, (Chroniques de pérégrination : Siounik, Tavouch, Zanguezour), Bilingue français-arménien. Erevan, Actual Art,
- 2018 : ICI EST UN HOMME (Aphorismes sur des graphes d’Alain Barsamian), Bilingue français- arménien. Erevan, Actual Art.
- 2019 : Lao (roman), bilingue français-arménien. Traduction par Nvart Vartanian. Erevan, Actual Art
- 2019 : QUATRAINS de Hovannhès Toumanian, Préface de Christopher Atamian, Bilingue arménien-français, traduction par Denis Donikian. Erevan, Actual Art.
- Les Chevaux Paradjanov,  Nouvelle édition, bilingue français-arménien, traduction et introduction de  Lilit Mnatsakanyan, Erevan, Actual Art, 2020.
- Des Cons et de la Connerie, Édition bilingue français-arménien, traduction d’Yvette Vartanian, Erevan, Actual Art, 2021.
- L’Esprit du corps féminin, Édition bilingue français-arménien, traduction de Hasmik Torozyan, Erevan, Actual Art, 2021.
- Petite encyclopédie du génocide arménien, Préface de Ragip Zarakolu, Paris, Geuthner, 2021

### Œuvre Internet
- Site personnel : www.denisdonikian.com
- Site Yevrobatis. org (aujourd’hui clos) de janvier 2004 à juillet 2008, dont il a été le rédacteur en chef.
- Petite encyclopédie du génocide arménien (ou sur son site personnel)
- Ecrittératures
- Marcher en Arménie

### Préfaces
- 2013 : Les Fils du Soleil - Arméniens et Alévis du Dersim d’Erwan Kerivel, Éditions SIGEST, Paris.
- 2011 : Les pierres et l'âme, fragments arméniens de Rémy Prin, Éditions Parole ouverte.
- 2009 : Arménie : De l'abîme aux constructions d'identité. Actes du colloque de Cerisy-la-Salle, Paris, L'Harmattan.

### Traductions
- 1973 : Catherine, texte ukrainien de Taras Chevtchenko, (poésie) traduction française en collaboration, Éd. Dnipro, Kiev.
- 1988 : Que la lumière soit ! de Parouir Sévak, poète arménien, (poésie) Éd. Parenthèses.
- 2004 : Mon Année de sagesse : 12 contes de tous les pays, chez Albin Michel, Paris, L’Homme qui court après sa chance, conte de Hovhannès Toumanian, traduit en collaboration avec Jean Guréghian.
- 2006 : Trois contes arméniens de Hovannès Toumanian, (poésie) bilingue arménien/français, traduits en collaboration avec Jean Guréghian, Paris, EDIPOL.
- 2006 : Quatrains de Hovhannès Toumanian, bilingue arménien-français, (poésie) Actual Art, Erevan.
- 2006 : Amour de Violette Krikorian, bilingue arménien-français, (poésie) Actual Art, Erevan.
- 2007 : Glissement de terrain de Vahram Martirosyan, (roman) L'Instant même/Les 400 coups.
- 2008 : Pertinentes impertinencesd'Ara Baliozian, (aphorismes) traduit de l'anglais par Mireille Besnilian, Dalita Roger Hacyan, Denis Donikian. Actual Art.
- 2011 : Dommage pour l’enfant, (nouvelle) Vano Siradeghian, Actual Art.

### Expositions
- 1995 : Salle Lamartine (Saint-Chamond) : Sismographies
- 1995 : Galerie les Cent : Sismographies
- 1996 : Librairie Les Lucioles (Vienne) : Exposition Signature
- 1999 : A1 ATELIERS (Ris-Orangis)
- 2000 : Mayrig Café (Paris), au profit de l’Association Coopération Arménie.
- 2000 : Institut National des Sciences Appliquées (Lyon) :Exposition / Installation : Musique des sphères.
- 2001 : Espace Vallès à Saint-Martin d'Hères,Exposition collective d’art contemporain intitulée : « Et + si affinités », Pièce exposée :Poteaubiographie.
- 2001 : Huitième salon du livre d’Europe centrale et orientale consacré à l’Arménie : Exposition de sculptures chez les commerçants, intitulée : Un cercle d’histoires.
- 2001 : Maison de la culture arménienne de Vienne, Exposition intitulée : Un Nôtre Pays, portant essentiellement sur la situation politique en Arménie.
- 2002-2003 : Hilton d'Orly, sculptures en permanence et trois expositions de peinture.
- 2003, 10,11,12 octobre : Désaliéner, festival d'automne Les temps mélés - EXILS - Morsang-sur-Orge.
- 2007, 22-29 août : Arménie : de l'abîme aux constructions d'identité. Colloque de Cerisy-la-Salle. Présentation de Chemin de crète.

### Articles divers

#### Dans des magazines
Quelle Turquie pour quelle Europe, Monsieur Nedim Gürsel ? in France –Arménie, no 234 (juillet-août 2003)
BNAGIR, écrire dans l’indépendance, en collaboration avec Chahané Uzbachian, in Nouvelles d’Arménie Magazine, no 92, (décembre 2003).
BNAGIR, revue sans frontière ni censure, en collaboration avec Chahané Uzbachian, in Nouvelles d’Arménie Magazine, no 94, (février 2004).
Le fruit du courage, in Nouvelles d’Arménie Magazine, no 94,  (février 2004).
Violette Krikorian, la poésie n’est pas à vendre, en collaboration avec Chahané Uzbachian, in Nouvelles d’Arménie Magazine, no 95, (mars 2004).
Mariné Petrossian, l’infime étrangeté des choses, en collaboration avec Chahané Uzbachian, in Nouvelles d’Arménie Magazine, no 97, (mai 2004).
Maurice Der Markarian, du fini à l’infini des choses, in Nouvelles d’Arménie Magazine, no 100 (septembre 2004).

#### Sur Yevrobatsi.org
Chroniques de Tebi Yevroba (Vers l’Europe) de 2004 à 2008

### Inédits

#### Critiques esthétiques
Giroud / Der Markarian / Milo Dias / Donati / L’abstraction géonirique.

#### Textes de voyage
Saint-Denis / Maroc / Sinaï / Maurice, une île

#### Textes divers
Trois lieux / Bruno / Ont tué Pipo / DEATH ROW pour KENNETH FOSTER
- 2015 : MÉTAPHORISMES  (aphorismes sur des images d’Alain Barsamian)
- 2015 : Un Cercle d’Histoires (Textes et sculptures)
- 2019 : Beau ciel, vrai ciel… (Introduction et aphorismes sur des photographies d’Alain Barsamian)
- 2019 : Au sourire des petits riens  (Introduction et aphorismes sur des photographies d’Alain Barsamian)
- 2019 : Fuki (Introduction et textes)
- 2019 : Paysages/Visages d’Arménie (Introduction sur des photographies d’Alain Barsamian)

## Distinctions
Prix Arménie 1994 de la Fondation Bullukian (Lyon)
« Arménie-Arménies », manifestation organisée par le Centre National du Livre. Denis Donikian avec Viken Berberian et Vahram Martirosyan à la Villa Gillet (Lyon) du 17 au 21 octobre 2011.
Sélection du 26e Festival du Premier roman à Chambéry (mai 2013) pour Vidures

## Œuvres traduites

### En arménien
Vidures sous le titre de Aghpasdan’, traduit par Ruzanna Vardanian, chez Actual Art, Erevan, 2013, avec le
concours du Centre National du Livre et de la Société FINECO
L’enfer fleuri du Tavouch (bilingue) traduit sous le titre de Davouchi tzaghkatz djokhke, par Ruzanne
Mirzoyan, Erevan, Actual Art, 2011
Siounik Magnificat, (bilingue) traduit sous le titre de Siounik hrachapar, par Yvette
/Nvart Vartanian, Erevan, Actual Art, 2010
Erevan 06-08 , (bilingue), traduit
par Gayané Sargsyan et Garnik Melkonian, Erevan, Actual Art,
mai 2008,
Voyages égarés, 2de édition,
(bilingue), sous le titre de Moloroun  djamportoutiounner, traduit par Yvette
/Nvart Vartanian, Erevan, Actual Art,
2008.
Un Nôtre Pays sous
le titre de Ayl Yergire
Mer, traduit par Yvette /Nvart Vartanian, Erevan, Actual Art, mai 2007.
Nomadisme et sédentarité(bilingue)sous le
titre de  Kotchvoroutyoun yev nstagetsoutyoun, traduit par Yvette /Nvart
Vartanian, Erevan, Actual Art,
janvier 2007.
Poteaubiographie(bilingue) traduit sous le titre deInknakensagrasioun, traduit par Yvette /Nvart
Vartanian Erevan, Actual Art,
mai 2007.
L’île de l’âme et La nuit du prêtre chanteur (Hokou kghdzine, Yerkitch kahanayi kichére) par  Garnik Melkonian, Erevan, Actual Art, 2018.

### En allemand
Siounik Magnificat sous le titre de Auch ich war in Aremien, Wanderung durch das Hochland von Syunik, par Christa Nitsch, Hay
Media Verlag, Francfort-sur-le-Main, 2011 (www.hay-media.de), avec le concours de la société FINECO.
Route solitaire au Zanguezour (inédit) sous le titre de Einsame Straße im Sangesur, par Christa Nitsch, Hay Media Verlag, Francfort-sur-le-Main, 2012.

### En espagnol
Les chevaux Paradjanov (Los caballos Paradjanov) par Ana Arzoumanian et Christina Bourette, Édition Leviatan, Buenos Aires, 2018.

## Présence sur le Web
- Bnagir, revue arménienne de littérature, sur son site :Suzanne et les Vieillards traduction en arménien par Nounée Aprahamian (extrait de Un Nôtre Pays) dans la revue papier Bnagir n° 3 (2002) (novembre 2001) et sur son site.
- ACAM : Livres de Denis Donikian
- CRDA : Interview dans Nouvelles d'Arménie Magazine (numéro 89, septembre 2003), propos recuillis par Ara Toranian à l’occasion de la parution de Un Nôtre Pays.
- CRDA : The impossible transmission by Hélène Piralian
- ArmenWeb : Notes sur l'exil
- LOST OF TOTEMS, NO TABOOS, by Christopher ATAMIAN, in ARMENIAN REPORTER January 2009
- Poteaubiographie, par Marc Verhaverbeke in blog Main tenant, 24 août 2009
- Vidures, Denis Donikian par UGY, 29 nobembre 2011 in La Cause Littéraire
- Vidures de Denis Donikian,  par Marc Verhaverbeke in blog Main tenant, 11 décembre 2011.
- Siounik Magnificat et L’enfer fleuri du Tavouch en PDF sur arteria.am.
- Nomadisme et sédentarité (en arménien : Kotchvoroutyoun yev nstagetsoutyoun) sur Arteria.am.
- Denis Donikian sur BiblioMonde.
- Précarité et résistance : "Vidures" de Denis Donikian par Jean-Pierre Dussaud.
- Transcript (Revue européenne de littérature internationale en ligne), Denis Donikian in Dossier Arménie

## Interventions radiophoniques
- Radio Fourvière à propos d'Ethnos avec Saténig Gostanian, Louis Muron et Sahag Sukyassian (12 et 17 avril 1987).
- Radio Fourvière à propos de Voyages égarés, avec Saténig Gostanian, Louis Muron et Sahag Sukyassian (7 juin 1987).
- France Inter : émission Dépaysages avec Philippe Bertrand sur Un Nôtre Pays (11/04/2003) Durée : 54 min 26 s
- France Culture, La grande table avec Antoine Agoudjian et Denis Donikian (19 septembre 2011)
- RFI, en sol majeur, invité Denis Donikian après la sortie de Vidures (24 juillet 2012)

## Articles
- Mythe, symbole et identité à l'épreuve de l'entre-deux : l'écriture de l'arménité en France et aux États-Unis du début du XXe siècle à nos jours. (Écrivains étudiés : William Saroyan, David Kherdian, Victor Gardon, Denis Donikan) par Kefalidou, Charikleia Magdalini. Thèse de Doctorat en Littérature Comparée sous la direction de Sophie Basch, Paris, Sorbonne Université, 2019, 556 p
- Denis Donikian, "l’écrilibriste" : Paratopie, vagabondage et ethos de l’écrivain exilé́ par Charikleia Magdalini Kefalidou in Hommes & Migrations, vol. 1329, no. 2, 2020, pp. 21-27. https://www.cairn.info/revue-hommes-et-migrations-2020-2-page-21.htm
- Transgression et hybridité dans l’œuvre de l’écrivain français-arménien Denis Donikian, par Charikleia Magdalini Kefalidou, in Hybrida, no. 2, « Mutation/s », juin 2021.
- Une histoire de chiens : haine, génocide et mémoire palimpsestique dans L’Île de l’Âme de Denis Donikian par Charikleia Magdalini Kefalidou, in  Acta Iassyensia Comparationis no. 27, « Hate / La haine / Ura », juin 2021.
- L’Esprit du corps féminin, de Denis Donikian », par Marc Verhaverbeke,  in Main tenant, 30 décembre 2021.
- Histoire, Livre événement, La pédagogie du génocide.  Article du professeur Gérard Dédéyan,  Entretien par Ara Toranian, (sur la Petite encyclopédie du génocide arménien), in Nouvelles d’Arménie Magazine, N° 290, Décembre 2021,
- Petite encyclopédie du génocide arménien, Entretien par Ara Toranian, in Armenews.
- Grand Entretien, Denis Donikian et Martin Melkonian in Cahier Littéraire de NOUVELLES D’ARMÉNIE MAGAZINE, Avril 2022, N° 294

## Sur YouTube
- Blog de Dzovinar : Trois poèmes.
- Colle, collages, coulures : du hasard au géonirisme film d’Isabelle Ivos (9 mai 2013, 26 minutes)
- Poteaubiographie, film de Micha Karapétian (14 mai 2013)